# Cryptus libytheae
Cryptus libytheae là một loài tò vò trong họ Ichneumonidae.